# Попков, Виктор Ефимович
Ви́ктор Ефи́мович Попко́в (9 марта 1932, Москва — 12 ноября 1974, Москва) — русский советский живописец и график, последователь «сурового стиля», один из наиболее известных московских художников периодов «оттепели» и «застоя». Лауреат Государственной премии СССР (1975 — посмертно).
В своей творческой эволюции Попков прошел путь от сюжетной и композиционной ясности и открытости ранних работ к метафоричным размышлениям о прошлом и сохранении памяти, к осмыслению сложных взаимоотношений между людьми, к раздумьям о предназначении и ответственности художника. В конце своего творческого пути Попков перешёл к чистой метафоре и высокой степени условности, усложняющей смысловую артикуляцию его поздних произведений.

## Биография
Родился в семье рабочего.
Учился в Художественно-графическом педагогическом училище (1948—1952) и МГАХИ имени В. И. Сурикова (1952—1958) у Е. А. Кибрика. Жил в Москве. Творческая деятельность В. Е. Попкова началась в период «Оттепели». В 1950—1960-е годы художник много путешествовал по стране. Посетил Иркутск, Братск и другие города и области Сибири, где в это время осуществлялись крупные строительные проекты. Исполнил ряд картин по впечатлениям от поездок. Среди них одно из центральных произведений «сурового стиля» — «Строители Братска» (1960—1961; также известна как «Строители Братской ГЭС»).
К середине 1960-х годов полностью отходит от этой стилистики. После официального искусства сталинской эпохи, выражавшего государственную идеологию, в произведениях Попкова вновь зазвучал авторский голос. Повествование в его картинах разворачивается как бы «от первого лица». Художник открыто выражал своё личное отношение к миру и человеку. В его творчестве нашла отражение тема несостоявшейся судьбы поколения, ставшего жертвой Великой Отечественной войны (цикл «Мезенские вдовы», 1966—1968). Особой темой для художника стал автопортрет, в котором он создаёт собирательный образ современника («Шинель отца», 1970—1972).
Живопись Попкова оказала влияние на формирование творческих принципов молодых мастеров 1970-х годов, в том числе Т. Г. Назаренко. Посмертная персональная выставка его работ, состоявшаяся в Третьяковской галерее, стала событием в художественной жизни.

## Гибель

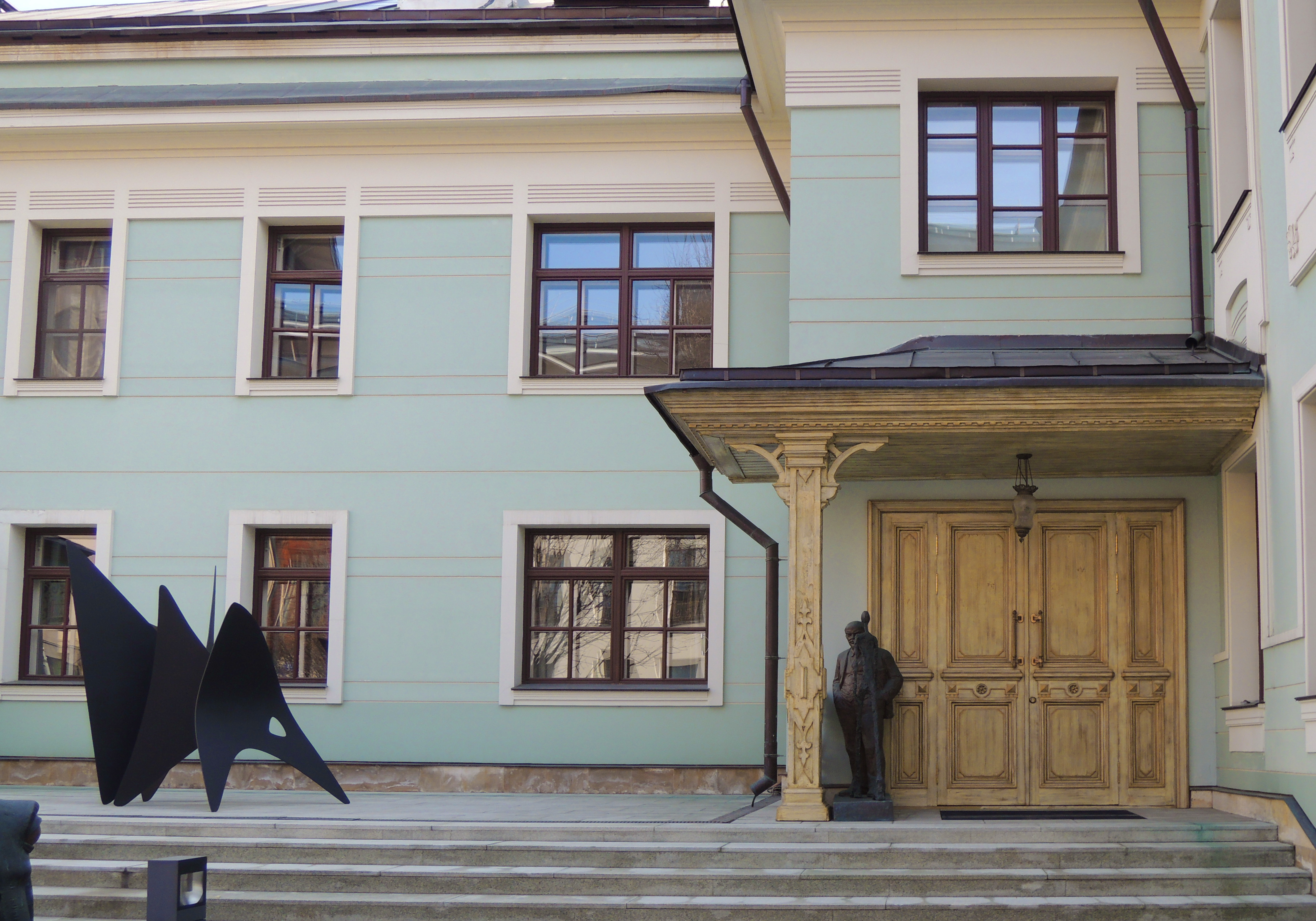
Москва, Молочный переулок, дом 5. На этом месте стоял деревянный дом Таля, построенный в 1824 году (в 1901 году надстроен с изменением фасада архитектором П. П. Щекотовым). В 1959—1969 годах в доме жил и работал художник В. Е. Попков. Несмотря на охранный статус, в 2005 году дом снесли и на его месте выстроили новодел, на фасаде которого разместили снятую с подлинного особняка доску, сообщающую об охранном статусе здания, и поставили памятник.

Виктор Попков трагически погиб вечером 12 ноября 1974 года: был застрелен в упор, когда подошёл к инкассаторской машине и попросил водителя подвезти его (в то время инкассаторы не имели собственного транспорта и передвигались на такси). От полученного ранения скончался в больнице (по другой версии — в машине «Скорой помощи»). Впоследствии инкассатор утверждал, что действовал по инструкции, поскольку действия Попкова показались ему угрожающими, к тому же за несколько дней до этого в Севастополе произошло нападение на инкассаторов с убийством двух человек. По показаниям свидетельницы происшествия, Попков не угрожал водителю и говорил спокойно, однако затем между ним и подошедшим к машине инкассатором (который, как было установлено, находился в состоянии алкогольного опьянения) возник спровоцированный последним словесный конфликт, после которого и был произведён выстрел. В конце концов стрелявший был приговорён к 7 годам заключения. Существовала также версия об убийстве Попкова сотрудниками КГБ, однако доказательств её не обнаружено.
Похоронен на Черкизовском кладбище.

## Произведения
Основные произведения Виктора Ефимовича посвящены советскому быту его времени:
- «Весна в депо» (1958), коллекция Арт Русь.
- «Строители Братска» (1960—1961), Государственная Третьяковская галерея (ГТГ).
- «Автопортрет» (1963), Томский областной художественный музей.
- «Бригада отдыхает» (1962—1965), ГТГ.
- «Двое» (1966), ГТГ.
- «Воспоминания. Вдовы» (из цикла «Мезенские вдовы», 1966), ГТГ.
- «Одна» (из цикла «Мезенские вдовы», 1966—1968), Национальная картинная галерея Армении[8].
- «Северная песня» (из цикла «Мезенские вдовы», 1966—1968), ГТГ.
- «Семья Болотовых» (1967—1968), ГТГ.
- «Шинель отца» (1970—1972), ГТГ.
- «Хороший человек была бабка Анисья» (1971—1973), ГТГ.
- «Осенние дожди. Пушкин» (1974), ГТГ, неоконченная.

Несколько работ Попкова вошли в собрание Института русского реалистического искусства.
Картина Виктора Попкова «Бригада отдыхает» стала символом Матча за звание чемпиона мира по шахматам, который в мае 2012 года прошёл в Инженерном корпусе ГТГ.

## Памятник

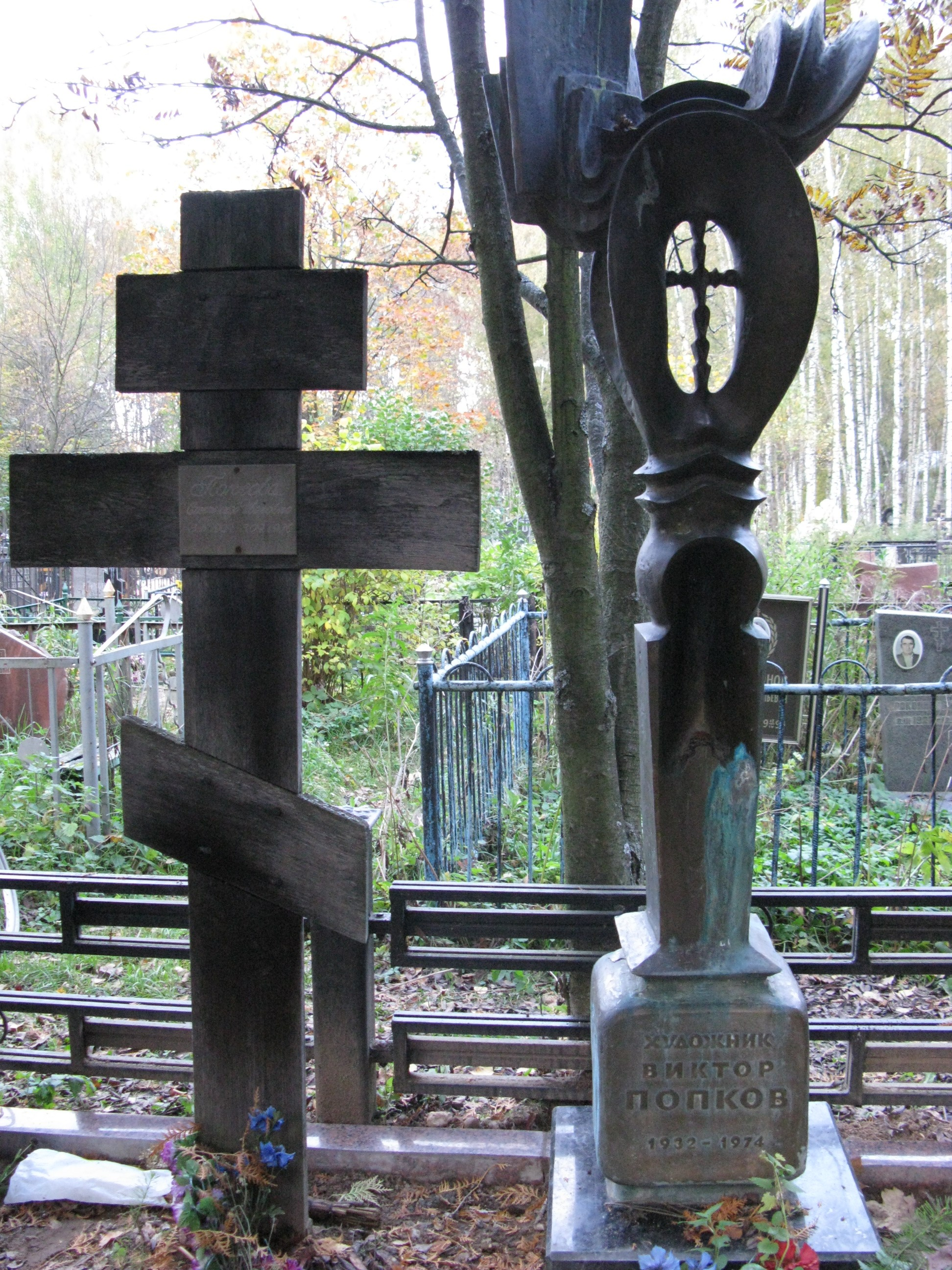
Надгробный памятник Виктора Попкова (справа) на кладбище в посёлке Черкизово

Надгробный памятник на могиле художника установлен в начале 1975 года. Скульптор — Аделаида Пологова. Рядом с художником похоронены его мать, брат и сестра.

## Награды и премии
- Государственная премия СССР (1975 — посмертно) — за цикл картин «Размышления о жизни»: «Строители Братска», «Полдень», «Бригада отдыхает», «Семья Болотовых», «Шинель отца»

## Память
- В Мытищинском историко-художественном музее есть памятная комната художника, хранятся эскизы его картин, графические работы, зарисовки, фотодокументы.
- 18 декабря 2013 года в Москве открылась первая за 40 лет выставка Виктора Попкова. Экспозиция выставки-ретроспективы «Виктор Попков. 1932—1974» выстроена не хронологически, а структурно — по важнейшим для Попкова темам жизни, смерти, искусства[10].
- 22 мая 2014 года в Лондоне открылась выставка работ Виктора Попкова. В экспозиции «Виктор Попков: гений русской души» представлены 40 самых значимых произведений художника. Эти картины были доставлены в британскую столицу из собраний Государственной Третьяковской галереи, Государственного Русского музея, а также ряда региональных музеев России[11].

## Семья
- жена — Калинычева, Клара Ивановна (1933—1999)
- сын — Попков Алексей Викторович (род. 1958)
- внучка — Сказка Алиса Алексеевна (урожд. Попкова, род. 1984)